# Tellimya semirubra
Tellimya semirubra is een tweekleppigensoort uit de familie van de Lasaeidae. De wetenschappelijke naam van de soort werd als Montacuta semirubra in 1992 gepubliceerd door Gaglini.